# ISO 3166-2:NR
ISO 3166-2:NR sont les codes ISO 3166-2 attribués à la première division administrative de Nauru, par conséquent ses districts.

## Districts

Carte des districts de Nauru.

| Code ISO 3166-2 | District   |
| --------------- | ---------- |
| NR-01           | Aiwo       |
| NR-02           | Anabar     |
| NR-03           | Anetan     |
| NR-04           | Anibare    |
| NR-05           | Baiti      |
| NR-06           | Boe        |
| NR-07           | Buada      |
| NR-08           | Denigomodu |
| NR-09           | Ewa        |
| NR-10           | Ijuw       |
| NR-11           | Meneng     |
| NR-12           | Nibok      |
| NR-13           | Uaboe      |
| NR-14           | Yaren      |

### Source
- (en) International Organisation for Standardisation - Newsletter I-8 (2007-04-17), page 27